# Cho Yoon-jeong
Cho Yoon-jeong (kor. 전미라; * 2. April 1979 in Andong) ist eine ehemalige südkoreanische Tennisspielerin.

## Karriere
Cho, die im Alter von zehn Jahren mit dem Tennissport begann, gewann in ihrer Tenniskarriere insgesamt einen WTA-Titel im Doppel sowie fünf Einzel- und zehn Doppeltitel bei ITF-Turnieren.
Im Jahr 2000 trat sie bei den Olympischen Spielen in Sydney im Doppel an und 2004 bei den Olympischen Spielen in Athen im Einzel.
Zwischen 1997 und 2004 steuerte sie bei acht Niederlagen 18 Siege für die südkoreanische Fed-Cup-Mannschaft bei.

## Turniersiege

### Doppel
| Nr. | Datum           | Turnier | Kategorie   | Belag     | Partnerin  | Gegnerinnen                   | Ergebnis      |
| --- | --------------- | ------- | ----------- | --------- | ---------- | ----------------------------- | ------------- |
| 1   | 3. Oktober 2004 | Seoul   | WTA Tier IV | Hartplatz | Jeon Mi-ra | Chuang Chia-jung Hsieh Su-wei | 6:3, 1:6, 7:5 |